# Tomkowe Igły

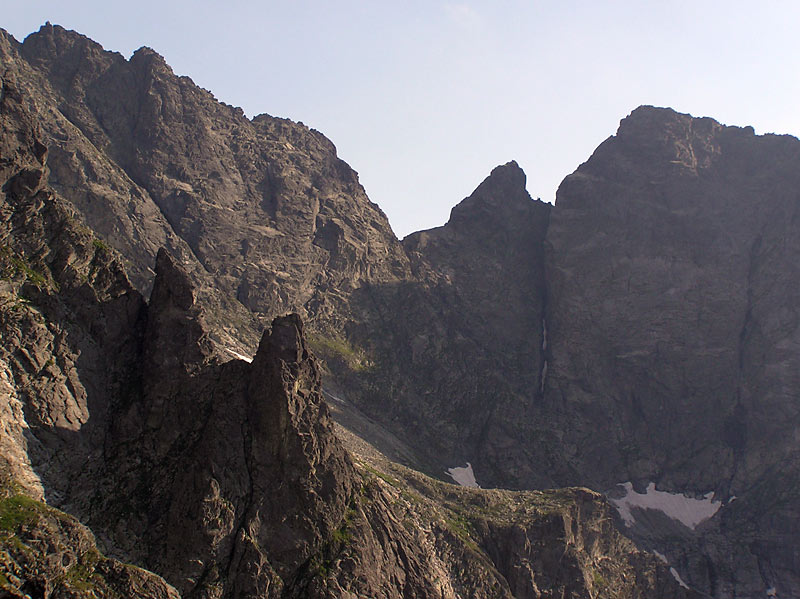
Skrajna i Zadnia Tomkowa Igła po lewej stronie, w dole

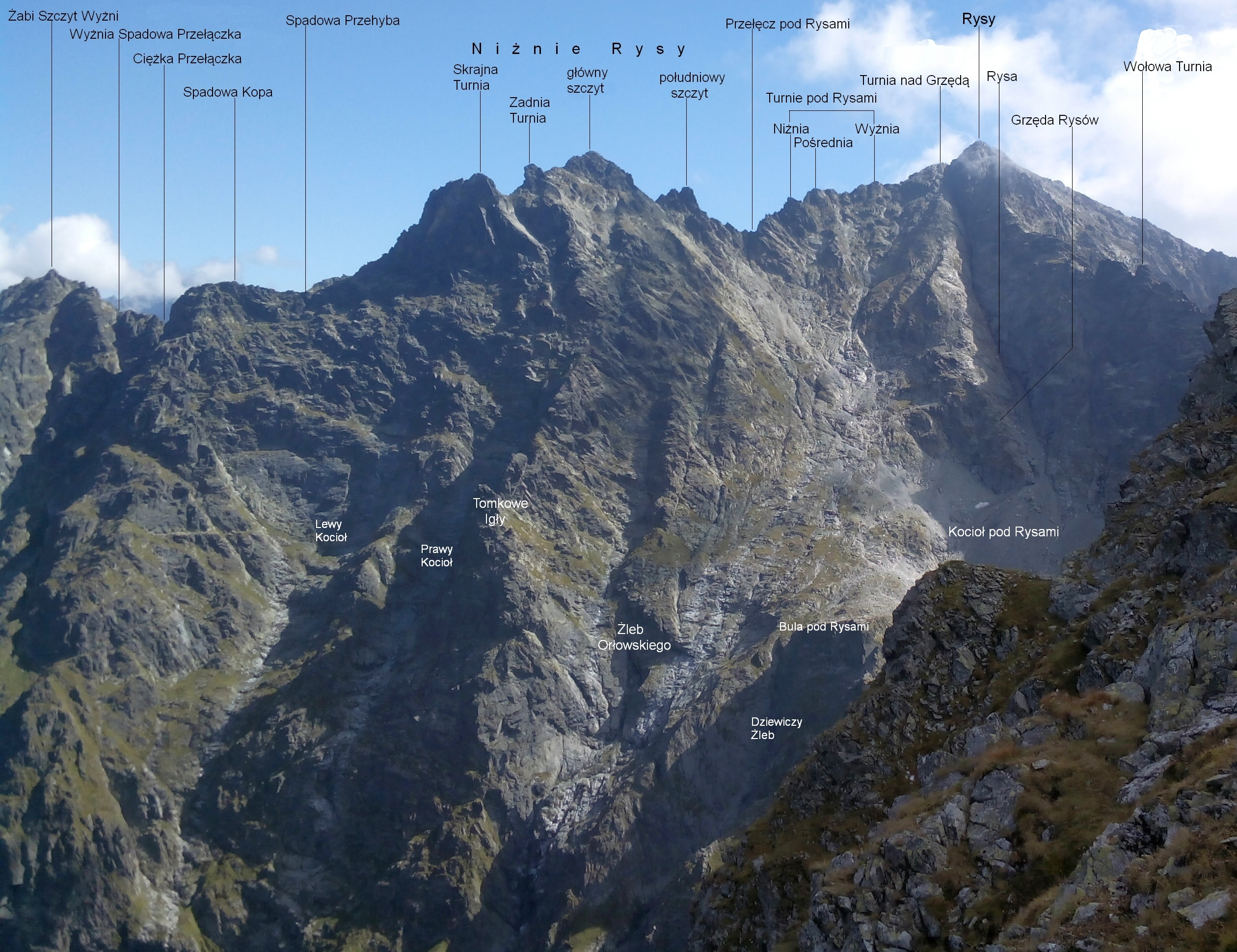
Położenie Tomkowych Igieł w masywie Niżnich Rysów

Tomkowe Igły – wybitne turnie w masywie Niżnich Rysów w Tatrach Polskich. Znajdują się w zachodniej grzędzie ich trzeciego w kolejności od południa wierzchołka (Zadnia Turnia w Niżnich Rysach, 2402 m). Nadano im nazwę dla uczczenia wybitnego przewodnika tatrzańskiego Józefa Gąsienicy Tomkowego (1887 – ok. 1942).
Zachodnia grzęda Niżnich Rysów ma różnicę wzniesień około 740 m i jest jedną z największych formacji skalnych w polskich Tatrach. Oddziela Żleb Orłowskiego od prawej depresji opadającej na zachód z przełączki między trzecim i czwartym (najbardziej północnym) wierzchołkiem Niżnich Rysów. W środkowej części grzędy, na wysokości około 2100–2190 m znajdują się trzy igły skalne. Dwie niżej położone są nazwane, jak również przełączki między nimi. W kolejności od dołu do góry są to:
- Skrajna Tomkowa Igła (słow. Predná Tomkova ihla[4], 2109 m[2])
- Niżnia Tomkowa Przełączka (Nižná Tomkova štrbina, 2094 m)
- Zadnia Tomkowa Igła (Zadná Tomkova ihla, 2133 m)
- Wyżnia Tomkowa Przełączka (Vyšná Tomkova štrbina, 2115 m)
- nienazwana turniczka (2198 m)
- nienazwana przełączka (2191 m)[3].

## Drogi wspinaczkowe
Z racji stosunkowo krótkiej drogi dojściowej Tomkowe Igły są popularnym celem wspinaczki skalnej. Poprowadzono w nich 3 drogi wspinaczkowe.
- Zachodnią grzędą przez Tomkowe Igły; IV, miejsce V w skali tatrzańskiej, czas przejścia 5 godz.
- Środkiem zachodniej ściany Skrajnej Tomkowej Igły; V+, miejsce A0, czas pierwszego przejścia 6 godz., pierwsze (prawdopodobnie) zimowe przejście klasyczne luty 2017 r.[5]
- Direttissima północno-zachodniej ściany Skrajnej Tomkowej Igły; VI-, 3 godz.[3]